# Amettes
 Amettes  es una población y comuna francesa, situada en la región de Norte-Paso de Calais, departamento de Paso de Calais, en el distrito de Béthune y cantón de Auchel.

## Demografía
| 599 | 566 | 507 | 505 | 507 | 474 |
| Para los censos de 1962 a 1999 la población legal corresponde a la población sin duplicidades (Fuente: INSEE [Consultar]) |     |     |     |     |     |